# MySQL
MySQL är en databashanterare. Den använder sig av frågespråket SQL. MySQL är fri programvara, licensierad under GNU General Public License.
Programmet skrevs och underhölls före 2008 av det svenska företaget MySQL AB i Uppsala. De sålde support och servicekontrakt såväl som kommersiella licensierade kopior av MySQL. Programmets huvudsakliga utvecklare var finlandssvenske Michael Widenius och svenske David Axmark. Grundarna arbetar numera med MariaDB.
2008 köptes MySQL AB av Sun Microsystems för en miljard dollar. och den 27 januari 2010 köptes Sun upp av Oracle för 8,5 miljarder amerikanska dollar.
MySQL är en av de mest populära databashanterarna inom Linux-världen, men finns även för ett flertal andra operativsystem, så som FreeBSD, HP-UX, Mac OS, Netware, Solaris och Windows.